# Egle minuta
Egle minuta är en tvåvingeart som först beskrevs av Johann Wilhelm Meigen 1826.  Egle minuta ingår i släktet Egle och familjen blomsterflugor. Arten är reproducerande i Sverige. Inga underarter finns listade i Catalogue of Life.